# Milano-Torino 2023
La Milano-Torino 2023, centoquattresima edizione della corsa, valevole come undicesima prova dell'UCI ProSeries 2023 categoria 1.Pro, si svolse il 15 marzo 2023 su un percorso di 192 km, con partenza da Rho e arrivo a Orbassano, in Italia. La vittoria fu appannaggio dell'olandese Arvid de Kleijn, il quale completò il percorso in 3h59'02", alla media di 48,194 km/h, precedendo il colombiano Fernando Gaviria e il connazionale Casper van Uden.
Sul traguardo di Orbassano 113 ciclisti, dei 115 partiti da Rho, portarono a termine la competizione.

## Squadre e corridori partecipanti
| N.    | Cod. | Squadra                           |
| ----- | ---- | --------------------------------- |
| 1-7   | AST  | Astana Qazaqstan Team             |
| 11-17 | ACT  | AG2R Citroën Team                 |
| 21-27 | BWB  | Bingoal WB                        |
| 31-37 | BOH  | Bora-Hansgrohe                    |
| 41-47 | EFN  | EF Education-EasyPost             |
| 51-57 | EOK  | Eolo-Kometa Cycling Team          |
| 61-67 | GBF  | Green Project-BardianiCSF-Faizanè |
| 71-77 | ICW  | Intermarché-Circus-Wanty          |
| 81-85 | IPT  | Israel-Premier Tech               |

| N.      | Cod. | Squadra                |
| ------- | ---- | ---------------------- |
| 91-97   | MOV  | Movistar Team          |
| 101-107 | Q36  | Q36.5 Pro Cycling Team |
| 111-117 | ARK  | Team Arkéa-Samsic      |
| 121-127 | COR  | Team Corratec          |
| 131-137 | DSM  | Team DSM               |
| 141-147 | JAY  | Team Jayco AlUla       |
| 151-155 | TFS  | Trek-Segafredo         |
| 161-167 | TUD  | Tudor Pro Cycling Team |

## Ordine d'arrivo (Top 10)
| Pos. | Corridore         | Squadra  | Tempo    |
| ---- | ----------------- | -------- | -------- |
| 1    | Arvid de Kleijn   | Tudor    | 3h59'02" |
| 2    | Fernando Gaviria  | Movistar | s.t.     |
| 3    | Casper van Uden   | DSM      | s.t.     |
| 4    | Itamar Einhorn    | Israel   | s.t.     |
| 5    | Matteo Moschetti  | Q36.5    | s.t.     |
| 6    | Nacer Bouhanni    | Arkéa    | s.t.     |
| 7    | Jordi Meeus       | Bora     | s.t.     |
| 8    | Andrea Vendrame   | AG2R     | s.t.     |
| 9    | Jon Aberasturi    | Trek     | s.t.     |
| 10   | Dylan Groenewegen | Jayco    | s.t.     |